# Gecko marbré
Genre
Espèce
Statut de conservation UICN

 CR B1ab(i,ii,iii)+2ab(i,ii,iii) : 
En danger critique
Le Gecko marbré ou Oedodera marmorata, unique représentant du genre Oedodera, est une espèce de geckos de la famille des Diplodactylidae, endémique de la Nouvelle-Calédonie. Depuis 2010, elle est considérée en tant qu'espèce en danger critique d'extinction car elle est menacée par la destruction de son habitat due à l'expansion de l'industrie minière. 

## Répartition

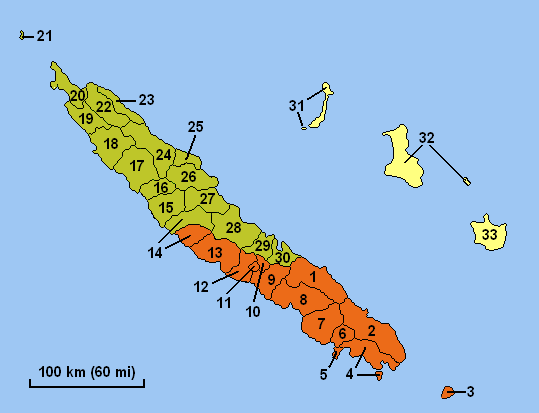
Carte des subdivisions administratives de la Nouvelle-Calédonie, dont Koumac en 19.

Cette espèce est endémique de la Province Nord en Nouvelle-Calédonie. Elle se rencontre dans les environs du massif du dôme de Tiébaghi, situé à 10 km au nord de la ville de Koumac et à des altitudes comprises entre 10 m et 100 m. La superficie de son habitat est estimée à environ 9 km2.

## Description
Ce gecko a une longueur de 60 mm du museau au cloaque, longueur à laquelle il faut ajouter 40 ou 50 mm de queue. L'espèce présente un cou épais. Les femelles présentent de petits creux sous le corps, au niveau du cloaque.

## Étymologie
Le nom de ce genre Oedodera vient de la latinisation du terme grec idema, enflé, gonflé et de dere, le cou, soit au cou gonflé, en référence au cou épais de la seule espèce du genre. Oedodera est de genre féminin. 
Le nom de cette espèce marmorata signifie en latin marbré, en référence à l'aspect marbré de ses couleurs. marmorata est féminin, en accord avec le genre du nom du genre Oedodera.

## Statut
Oedodera marmorata figure sur la liste des espèces en danger critique d'extinction parce qu'il a une aire de répartition géographique très restreinte, qu'il n'est présent qu'à un seul endroit et que l'étendue de sa présence, sa zone d'occupation, son étendue et la qualité de son habitat continuent à décliner. Cette espèce a été gravement menacée par l'exploitation minière dans le passé, mais actuellement la menace de l'exploitation minière est plus faible. Il est exposé à des menaces intensives et continues d'incendies de forêt et d'espèces envahissantes. L'habitat est également menacé par l'augmentation rapide de la population humaine dans le district associée à l'expansion de l'industrie minière sur les massifs locaux. Si les menaces actuelles persistent, une réduction de la population d'au moins 50% en trois générations est possible. 

## Publication originale
- Bauer, Jackman, Sadlier & Whitaker, 2006 : A new genus and species of Diplodactylid gecko (Reptilia: Squamata: Diplodactylidae) from northwestern New Caledonia. Pacific Science, vol. 60, n. 1, p. 125-136 (texte intégral).